# وس هولاهان
وسلی هولاهان (انگلیسی: Wesley Hoolahan؛ زادهٔ ۲۰ مهٔ ۱۹۸۲) بازیکن فوتبال اهل جمهوری ایرلند است.
از باشگاه‌هایی که در آن بازی کرده‌است می‌توان به بلکپول، نوریچ سیتی و وست برومویچ آلبیون اشاره کرد.
وی همچنین در تیم ملی فوتبال جمهوری ایرلند بازی کرده‌است.